# Escarcela
La escarcela (del italiano scarsella) era una especie de bolsa que se llevaba suspendida del cinto de formas variadas y muy artísticas que estuvo de uso durante los siglos XIV y XV singularmente en Italia. 
De ella tomó nombre una pieza de la antigua armadura que se aseguraba 
al volante del peto quedando pendiente por medio de correas con hebillas. 
Finalmente, se utilizó para designar un bolsillo asido al cinto utilizado por trajineros, pastores y gente de campo.

## Pieza de la armadura

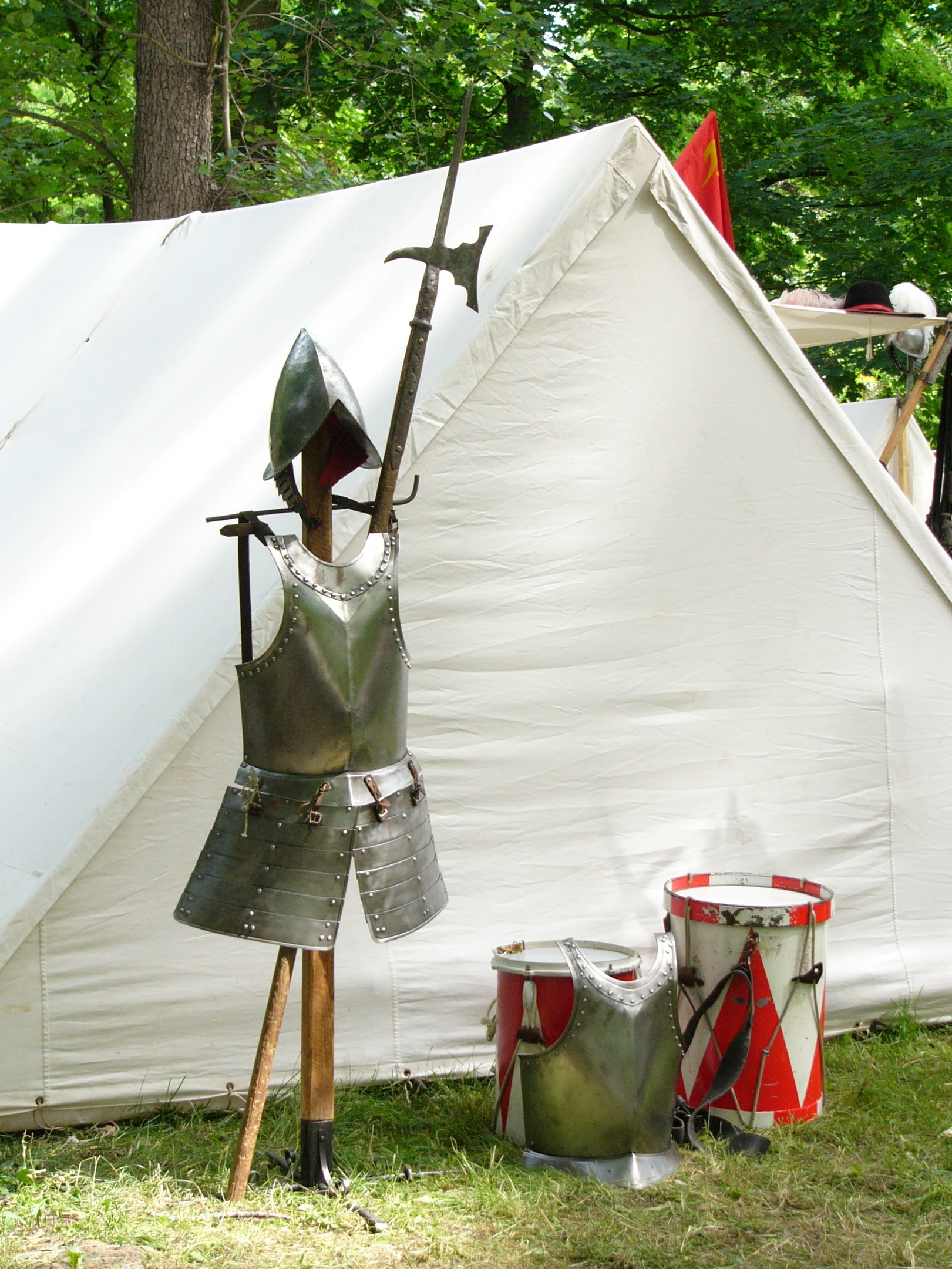
Reproducción moderna de una coraza del. La escarcela de esta armadura la componen las dos planchas rectangulares inferiores puestas para la protección de la parte superior de las piernas.

Las escarcelas se llevaban una a cada lado y tenían por objeto cubrir el punto débil de la armadura comprendido entre el volante del peto y los quijotes, impidiendo que la lanza del adversario pudiese llegar a las ingles.
Esta pieza consistió en unas chapas en forma de teja, es decir, con una arista en su eje vertical.
En las armaduras para los combates a pie, se llevaba otra escarcela que pendía del guardarnés para proteger el coxis. 
Según Martín Romero, en su Catálogo de la Real Academia, «en la armadura ecuestre o para montar a caballo, las escarcelas eran casi siempre desiguales; la derecha era más corta que la izquierda», para que el muslo derecho no encontrase dificultades al ir a montar. Otra razón para esta desigualdad era, que el lado izquierdo estaba más expuesto a los golpes, sobre todo en los torneos, y por lo mismo, no era solo más larga que la derecha sino que estaba reforzada y constaba a veces de una sola pieza. Algunas escarcelas para facilitar los movimientos del jinete, estaban compuestas de varias piezas articuladas.
El primer medio de sujetar las escarcelas al volante fue clavarlas. Se sustituyó más tarde por sujetarlas con correas.
Las escarcelas de las armaduras llamadas góticas, correspondientes al siglo XV, presentaban aristas curvas, radiadas. Había armaduras de esta época que llevaban otras dos escarcelas más pequeñas, colocadas al lado de las principales, para cubrir mejor el muslo.
En general, las escarcelas del siglo XV eran de una sola pieza, no empezaron a construirse de varias piezas articuladas hasta el siglo XVI.
En Francia, hasta 1470, las cuatro escarcelas eran todas de las mismas dimensiones, y formaban una especie de falda de placas, por debajo de la que sobresalía otra falda de mallas. En tiempos de Luis XI empezaron a acanalarse, siguiendo los canales que presentaba el volante del peto.